# Pseudomonacanthus peroni
Pseudomonacanthus peroni es una especie de peces de la familia Monacanthidae en el orden de los Tetraodontiformes.

## Morfología
Pueden llegar alcanzar los 35 cm de longitud total.

## Hábitat
Es un pez de mar de clima tropical y asociado a los  arrecifes de coral.

## Distribución geográfica
Se encuentra en Australia, Indonesia y Papúa Nueva Guinea.

## Observaciones
Es inofensivo para los humanos.